# Volks- und Raiffeisenbank Fürstenwalde Seelow Wriezen
Die Volks- und Raiffeisenbank Fürstenwalde Seelow Wriezen eG ist eine Genossenschaftsbank mit Sitz in der brandenburgischen Stadt Fürstenwalde/Spree im Landkreis Oder-Spree.

## Geschichte
Die Volks- und Raiffeisenbank Fürstenwalde Seelow Wriezen eG entstand im Jahr 2000 durch die Fusion der Volksbank Fürstenwalde-Seelow eG mit dem Sitz in Fürstenwalde/Spree mit der Raiffeisenbank Wriezen eG mit dem Sitz in Wriezen. Im Jahr 1998 fusionierte die Volksbank Fürstenwalde eG mit der Raiffeisenbank Seelow eG mit dem Sitz in Seelow zur Volksbank Fürstenwalde-Seelow eG.

## Rechtsverhältnisse
Die Volks- und Raiffeisenbank Fürstenwalde Seelow Wriezen eG ist im Genossenschaftsregister beim Amtsgericht Frankfurt/Oder unter GnR 54 eingetragen.

## Organisationsstruktur
Rechtsgrundlagen sind das Genossenschaftsgesetz und die durch die Generalversammlung beschlossene Satzung. Organe der Bank sind der Vorstand, der Aufsichtsrat und die Generalversammlung.

## Sicherungseinrichtung
Die Volks- und Raiffeisenbank Fürstenwalde Seelow Wriezen eG ist der amtlich anerkannten Sicherungseinrichtung des Bundesverbandes der Deutschen Volksbanken und Raiffeisenbanken GmbH und der zusätzlichen freiwilligen Sicherungseinrichtung des Bundesverbandes der Deutschen Volksbanken und Raiffeisenbanken e.V. angeschlossen.

## Geschäftsausrichtung
Die Volks- und Raiffeisenbank Fürstenwalde Seelow Wriezen eG betreibt das Universalbankgeschäft. Im Verbundgeschäft arbeitet sie mit der DZ Bank, R+V Versicherung, Bausparkasse Schwäbisch Hall, Teambank, VR Leasing, DZ Hyp und der Union Investment zusammen.

## Geschäftsgebiet
Das Geschäftsgebiet liegt im Westen des Landkreises Oder-Spree sowie im Landkreis Märkisch-Oderland.
An diesen Orten betreibt die Bank Filialen:
- Fürstenwalde/Spree (Hauptstelle, jur. Sitz + 1 SB-GS)
- Seelow (Geschäftsstelle)
- Wriezen (Geschäftsstelle)
- Müncheberg (Geschäftsstelle)
- Bad Freienwalde (Geschäftsstelle)
- Letschin (Geschäftsstelle)
- Erkner (Geschäftsstelle)
- Spreenhagen (Geschäftsstelle)